# 香港教育學院風波

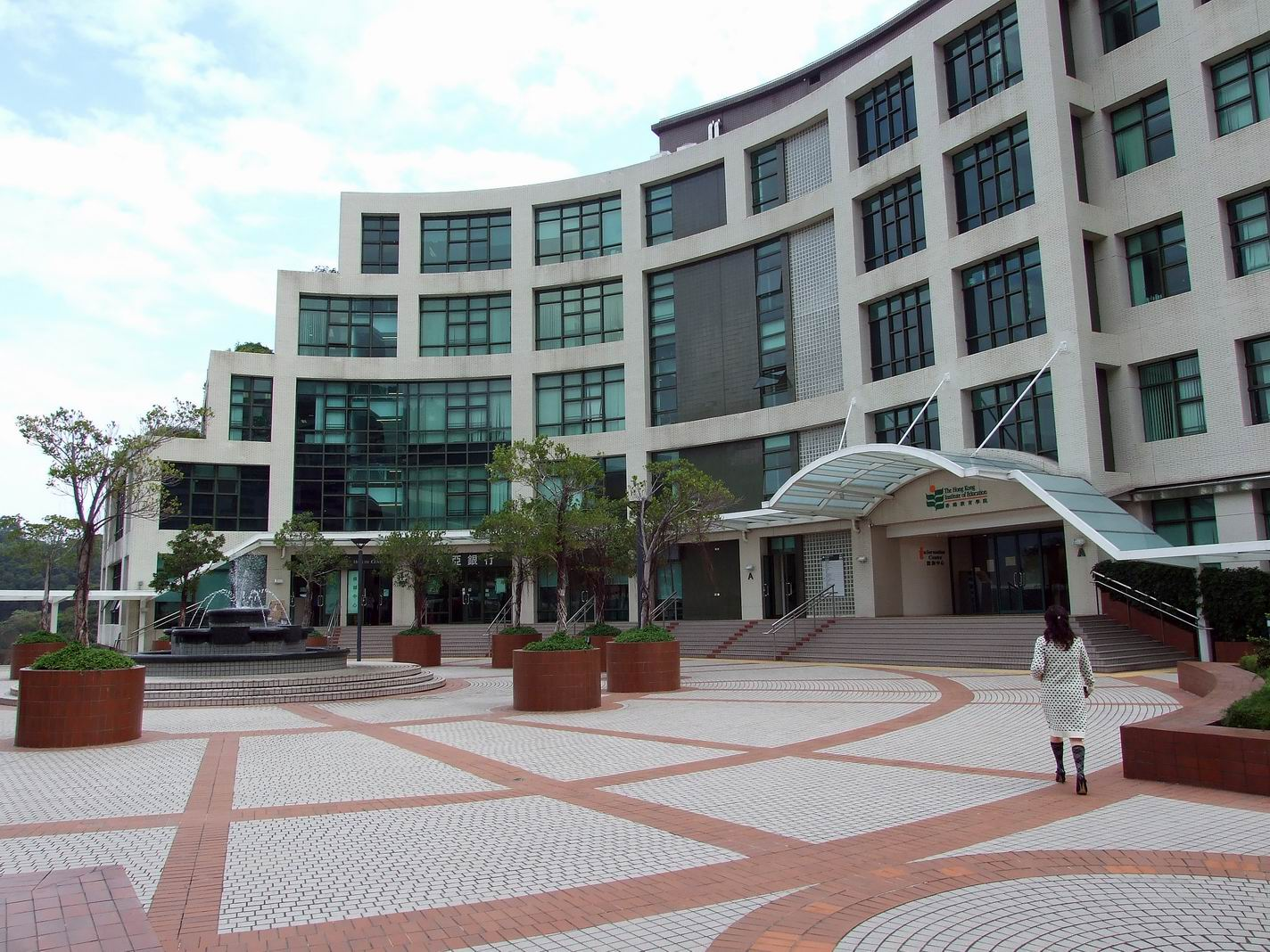
香港教育大學大埔校園行政大樓

香港教育大學標識

香港教育學院風波（簡稱：教院風波）是指香港教育局疑威嚇及干預教院（今教大）內部運作的事件。
2007年1月，教院否決校長莫禮時續任後，多名職員指控港府迫令支持教院併入中大，頻繁干預教院內部；亦稱要求教院辭退批評香港教育改革的職員。
事件引起各方關注，港府成立獨立調查委員會聆訊；證實前教育統籌局局長及常任秘書長羅范椒芬不當干預教院的學術自由。羅其後辭去廉政專員一職。但接任的教育局長孫明揚不滿裁決，並於2007年9月提司法覆核；由於調查委員會完成報告後不再運作，故實際並沒有代表律師，也沒在聆訊陳詞，所以2009年3月11日高等法院主審法官夏正民裁定政府得直，羅得悉後以「高興正義得到伸張，而我從不認為曾干預學術自由」總結。
事件中止了以李國章、梁國輝為首的中大鯨吞教院計劃。曾蔭權連任行政長官後，由行政會議成員張炳良在2008年1月出任教院院長。

## 矛盾背景

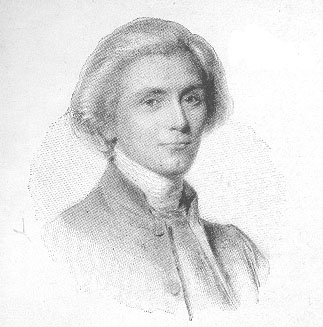
聖保羅書院1851-1864施美夫主教

香港教育學院歷史可追溯自同期清朝中葉1853年聖保羅書院首個正規在職教師培訓課程。由香港五家師範合併組成。
由於港府升格理大、城大、浸大、嶺大、都大及鼓勵成立私大例如樹大等，而教院卻依舊叫「學院」，有可能被誤認為是比大學低一級的院校，影響教育人才報讀。窒礙香港教育發展，難以提高教師專業地位，重蹈十多年前港府輕視師資培訓的錯誤。故教院希望改名「大學」。
但前中大校長李國章上任教育統籌局局長後，希望教院併入中大，成為亞洲超一流的超級大學，故阻止教院改名大學，以行政手段打壓教院，甚至削減教院資源迫教院接受合併。
另外，港府多次改革教育體系，如語文能力評核、統整政策等等，使老師工作與壓力大增等，已引起業内不少矛盾。在2006年1月，兩位教師相繼自殺死亡，前教育統籌局局長及常任秘書長羅范椒芬指「若教師自殺與教改有關，豈止兩個教師」，激起部分教育團體及教師的不滿。而教育統籌局局長李國章表示「無人可以百分百肯定兩個教師單純因為工作壓力而自殺，人死了無得追問，大家糾纏這個問題無意思」及「如果教師接受不了，可以選擇參加提早退休計劃」。
教育當局壓迫教院愈來愈大，例如推行基準試，港府又驀然公佈教院成績未如理想，增添外界對教院的疑慮。迫教院考慮併入中大，以解決教院缺乏教育人才、人才不希望進入「非大學的院校」的問題。正當教院欲改善學生成績時，教育當局卻宣佈削減經費。慫恿其優秀員工離開教院。讓教院及香港的整體教書水平陷入惡性循環。
2004年，教院講師葉建源報章撰文，批評連串教改令，時任教統局常任秘書長羅范椒芬致電怒斥文章「毫無根據」後，要求教院莫慕貞教授開除葉氏，或至少不可升職。

## 風波燃起

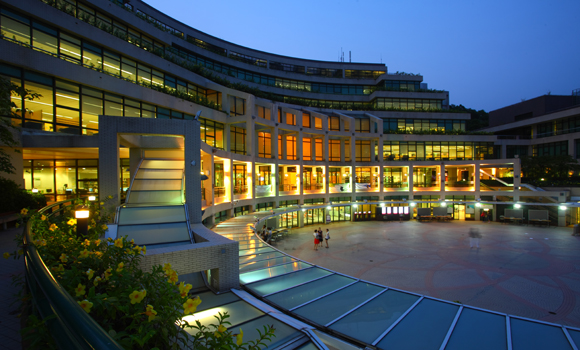
大埔校區的舊中央廣場

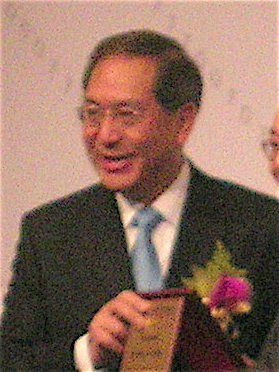
教育統籌局局長李國章

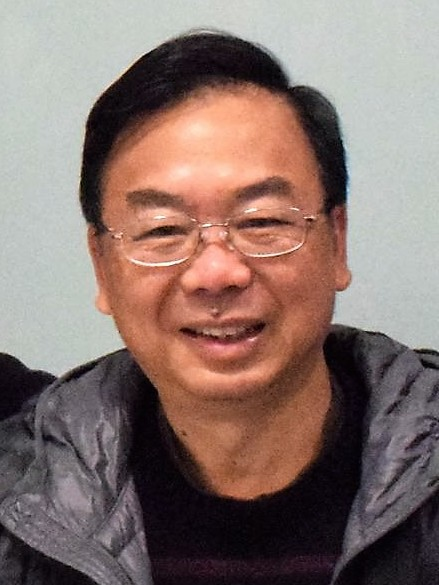
教育界前香港立法會議員張文光

香港教育學院校長莫禮時支持教院改名大學，讓教院與其它「大學」在名字上平級，以名牌效應恢復教院良好形象，培養更好的教師及更高的地位；但其合約即將屆滿，教院校董會是否與他續約成為各界焦點。
2007年1月25日，校董會10票反對、3票支持、3票棄權，否決續約莫禮時。因爲莫禮時不被續約，所以改名一事落空。
莫禮時稱，校董會主席梁國輝2006年6月曾說，因爲莫禮時校長不支持教院併入中大，故不會續約。梁國輝則稱莫禮時誤解了。
了解教院內情的知情人士稱，可能是教育統籌局局長李國章以其影響力，催逼教院併入中大。2007年1月26日，教院副校長陸鴻基教授在香港電台第1台《自由風自由Phone》印證並確認「不合併不續約」的說法。
陸副校又講說：「在2003年夏天基準試放榜後，有消息傳出說教育學院栽培出的學生都「不合格」，但調查結果顯示所有主修英文的學生都「合格」（……）這件事令到教育學院來屆的收生人數急跌。往後幾年經過全體員工的努力，人數止跌回升，回復事發前的數目。」
校院內部上下群情激憤。翌日，校董會主席梁國輝、副主席吳克儉、司庫彭耀佳等與300名學生代表討論教院前景，有逾1000名教院師生索性「半罷課」湧往會場表達不滿及支持校長莫禮時。校董會移師往戶外廣場與過千名學生對話。校董會主席梁國輝不斷被在場師生喝倒采，甚至要求梁國輝下台。 
1月30日，校長莫禮時在教院公開論壇表示，去年12月29日與李局長會面時，李局長以八條理由反對教院升格：
1. 教院在學術上已取得一定成就，毋須改變現況。
2. 公眾對教院的認知屬無知，政府毋須為迎合無知的大眾而改變現有政策。
3. 若教院獲正名，香港大學醫學院將跟隨教院作出正名的要求。
4. 內地及前蘇聯曾開設專科大學，均不成功。
5. 世界許多知名學府均沒有大學之名，如MIT麻省理工學院。
6. 教院獲自我評審資格與獲正名成為大學是兩回事。
7. 教院希望正名的原因是出於虛榮心。
8. 開設單一學科的大學非世界趨勢。

到了2月5日，教院副校陸鴻基教授在其公開信中表示李局長曾經對他本人和莫校長作出直接或間接的威嚇。
陸副校表示在2004年1月，李局長曾致電莫校長，要求教院主動渴求併入中大，不然「會放手讓教統局常任秘書長羅太隨意削減教院的學生名額。」陸副校更表示過去數年不時有教統局高官致電給他，要求開除批評教改或教育政策的4名同事，每次都被他拒絕。
陸副校指控李局長在2004年6月26-27日要求教院發譴責超額教師和教協，遭陸教授拒絕後對他說：「你唔肯出吖嗎？（你不肯出聲明譴責是嗎？）好！I'll remember this. You will pay! （我會記住這事。你會有代價！）」
2月6日，當事人梁恩榮和葉建源表示希望立法會介入調查或公開聆訊。立法會議員張文光表示已聯同8名泛民議員要求教育事務委員會主席曾鈺成在農曆新年前召開立法會緊急會議，討論教統局長李國章是否干預教育學院學術自由及院校自主。到了2月7日，立法會教育事務委員會宣佈在2月12日開會，討論教育學院事件。主席曾鈺成表示，若有需要，會邀請教院代表及教統局長李國章出席。

## 調查委員會

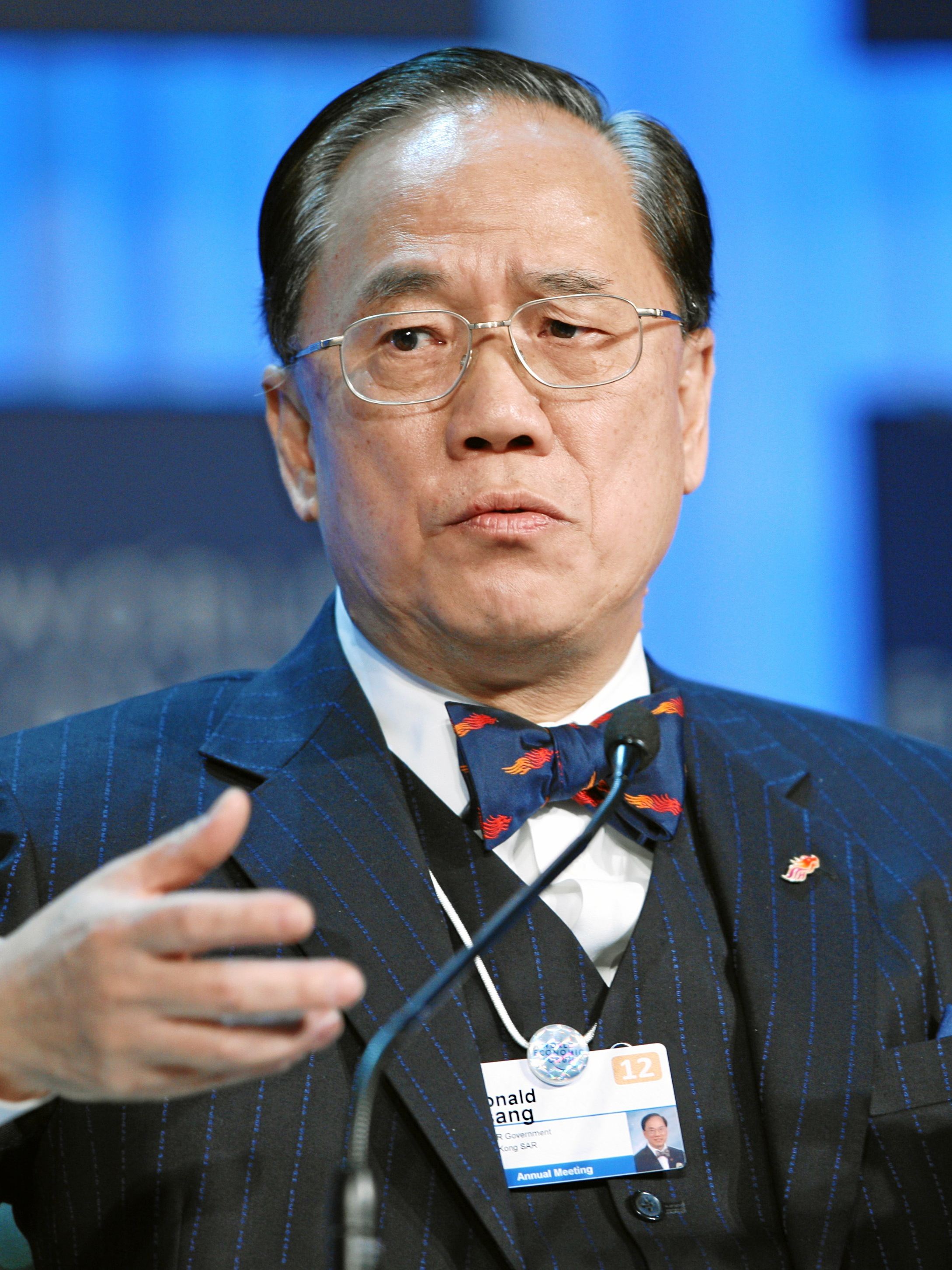
香港特別行政區行政長官曾蔭權

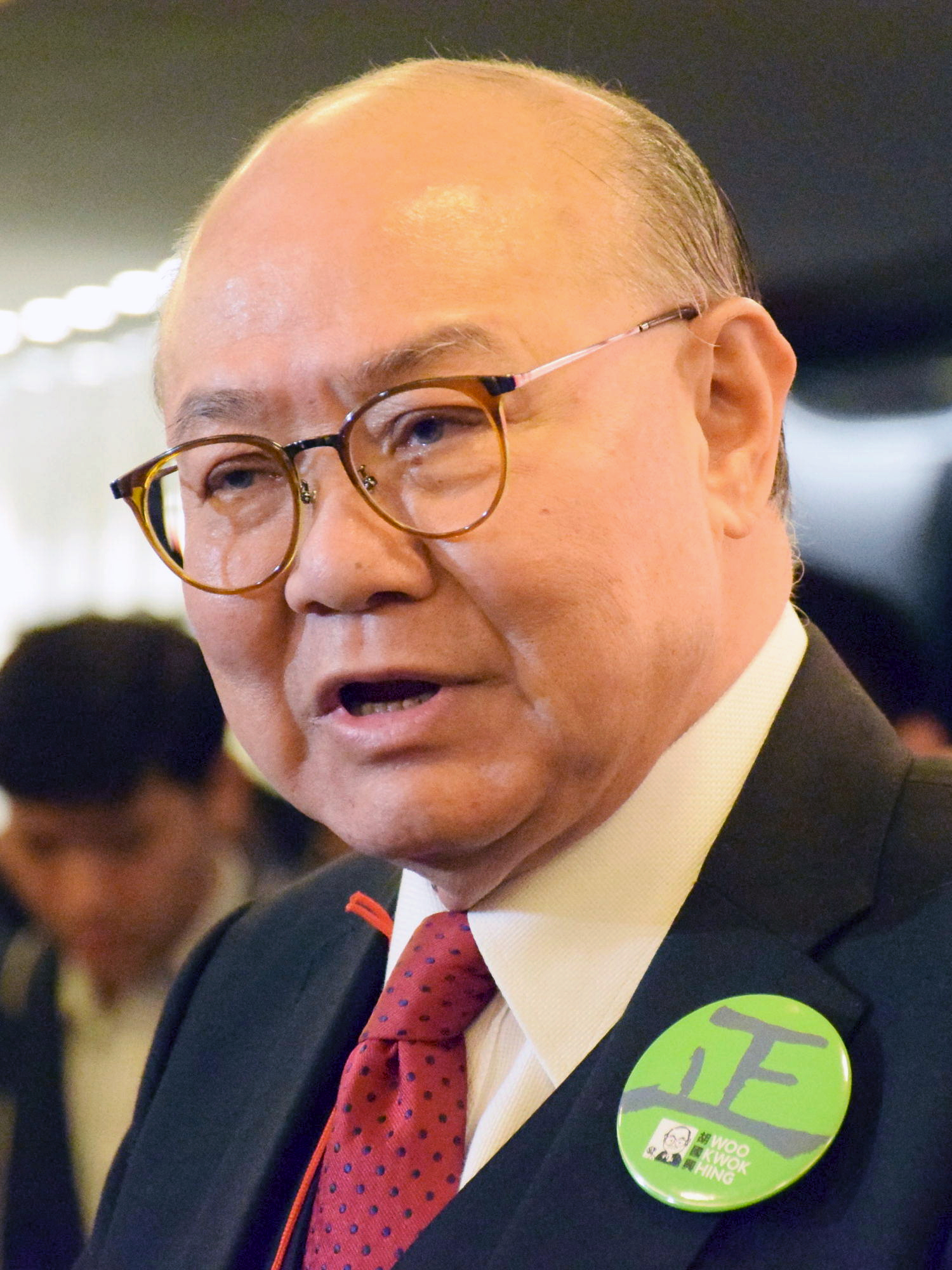
法官胡國興

2007年2月10日傳，競選連任的特首曾蔭權會見醫學界選舉委員說:「教院風波可能背後有陰謀論，與選舉有關。」雖事後引述這番話的選委已改口，但排山倒海的政治壓力已壓在曾蔭權上。
2月11日曾蔭權接受商台訪問時，拒表明有否發表類似言論，但明言事件已「政治化」，深感「不幸與惆悵」，願市民終可釐清事實。
2007年2月15日，曾蔭權遽然成立由法官胡國興主持，享有等同法庭地位的法定調查委員會第86章 《調查委員會條例》 （页面存档备份，存于）委員會，調查教院副校陸鴻基稱的，有政府官員干預教院學術自由和自主是否屬實。期望4個月內報告。
曾蔭權形容陸副校指控十分嚴重，有需要查根究柢。
同年3月，聆訊即將展開時，法官胡國興在利益衝突聲明披露，他日常經常與羅范椒芬接觸，招致公眾質疑其公正。3月19日，胡國興主動要求辭職；4日後，上訴庭法官楊振權委任接掌「與香港教育學院有關的指控調查委員會」主席，與另一委員李澤培繼續調查。楊振權說：「鑑於公眾對聆訊極為關注，我與李澤培先生會盡速地調查與香港教育學院有關的指控，並確保聆訊以高透明度及公正地進行。」

### 職權範圍
- 確定香港教育學院學務副校長陸鴻基教授在其發給教院教職員及學生的未具日期信件（該信於2007年2月4日及2月5日分別在教院內聯網及明報新聞網登載）中所提出的下列指控是否屬實：[24]

1. 2004年1月，教院校長莫禮時教授與教育統籌局局長（教統局局長）李國章教授通電話，後者試圖說服莫禮時教授主動向香港中文大學提出合併。教統局局長表示，若莫禮時教授不這樣做，他會放手讓當時在任的教統局常任秘書長隨意削減教院的學生名額。[24]
2. 幾年來，每當有教院的同事在本地報章發表文章，批評政府的教育改革或教育政策及施政事宜，隨後即屢有高官來電，要求莫禮時教授解僱該等教院同事。[24]
3. 2004年6月底，教統局局長就一批超額教師進行的抗議要求陸鴻基教授發表聲明，譴責有關教師及協助該等教師的香港教育專業人員協會，理由是有關協助會阻礙教院畢業同學就業。陸教授拒絕要求後，教統局局長李國章說：「你唔肯出吖嗎？（你不肯出聲明譴責是嗎？）好！I'll remember this. You will pay! （我會記住這事。你會有代價！）」[24]

- 根據所確定的事實，查明教統局局長或其他政府官員有否不適當地干預教院的學術自由或其院校自主權。[24]
- 根據以上調查所得，就政府日後向教院表達有關行使教院權力或貫徹其宗旨的意見時可採取的方法和方式，提出建議（如有）。[24]

### 聆訊
調查委員會審理至少73人4年證供。證人全為受過高等教育者，證供有重大出入、多個版本，委員會相信並非完全因為誤會或善忘。多名證人選擇性憶述、別有用心令證供偏差。各方關係緊張且敏感，相互猜疑，以致作出不公平的多重詮釋。由於沒有絕對可靠的驗證方法，委員會稱只能依賴所得證供，根據邏輯作出判斷。

### 結果
委員會認為：
1. 無充分證據證明教統局與教資會聯手損害教院以求合併。
2. 以羅太的身分，試圖令批評者噤聲是不恰當的。
3. 對羅太辯稱本身行為正當合理這一點，委員會不能接納。
4. 李局長很可能沒向陸副校施壓。
5. 無充分證據證明遴選校長與合併掛鈎。
6. 香港的學術自由並沒受負面影响。
7. 無充分證據裁定局長或其他官員不適當干預教院的院校自主。

即使李國章多次向莫禮時親口說要「合併」 (merger、merge) 教院，但委員會認同李國章本人的說法——覺得「合併」一詞比「院校整合」(institutional integration) 或「院校協作」(institutional collaboration) 等用語「容易發音」，把李國章說的意思理解成「就是教院有需要與其他高等院校（尤其是中大）進行更深入的院校整合」，而不理解作要「合併」。

## 後續影響

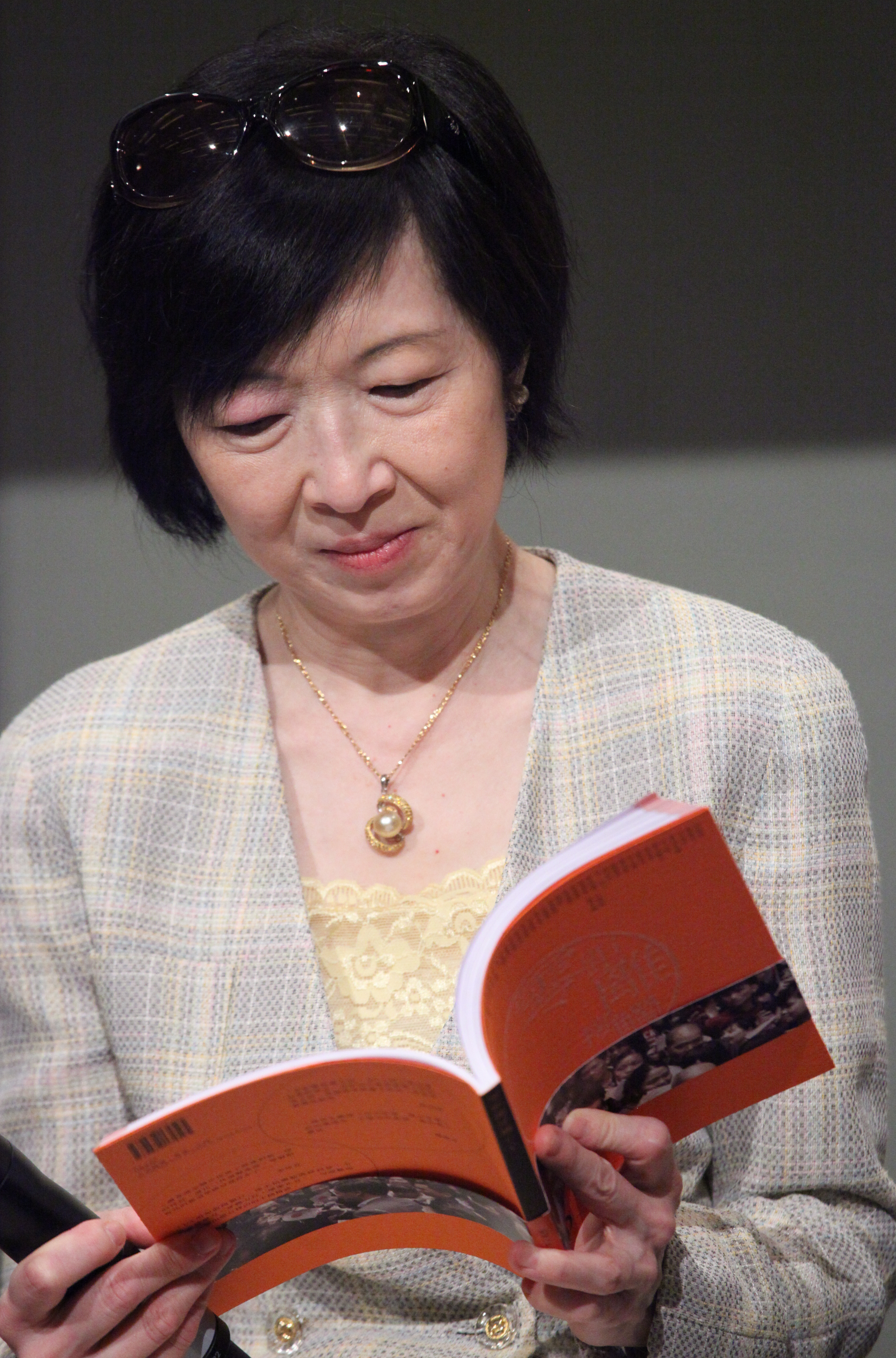
羅范椒芬教育統籌局局長及常任秘書長

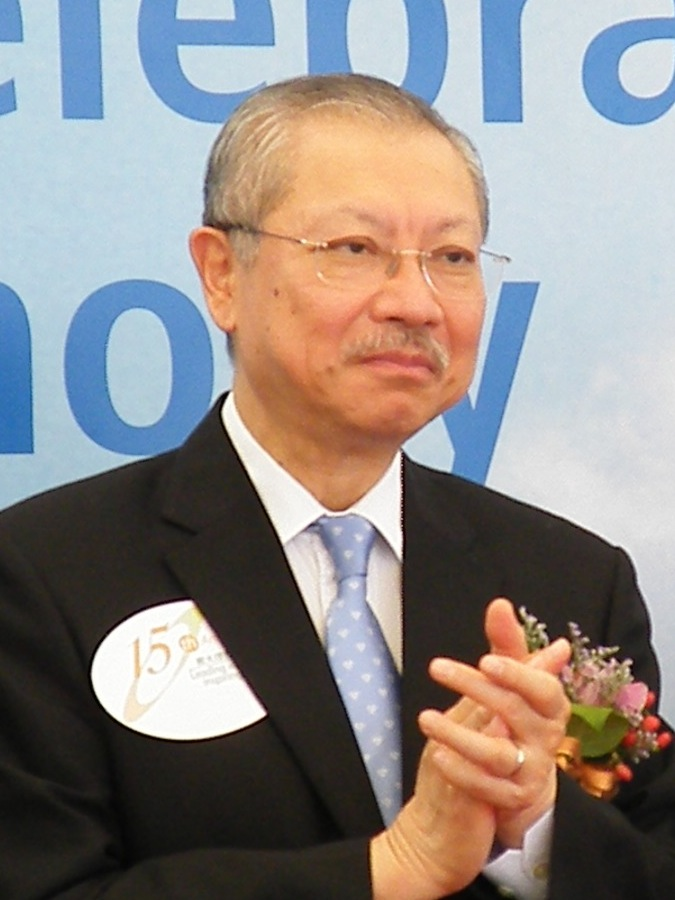
孫明揚教育局局長

- 2007年6月20日，調查委員會發表報告，裁定羅范椒芬向香港教育學院院長莫禮時要求，約束葉建源和鄭燕祥批評教改的言論，意圖阻止意見積極、自由傳播，侵犯《香港人權法案》保障的學術自由，縱使立意良好也是行為不當[1]。而對教統局及其局長李國章的指控則不成立。報告發表後，羅范椒芬向行政長官曾蔭權申請於7月1日起提早退休並獲接納。其後，羅太發表公開信，強調自己沒有干預學術自由，希望自己的請辭能夠引起社會人士對香港「崎形的政治生態」的討論和反思[26]。

- 今次風波，剛好在曾蔭權競選連任時發生，結果曾蔭權不提名李國章連任由教統局改組而成的教育局長，改由老官僚孫名揚接任。

- 2007年9月17日，由教統局改組而成的教育局新任局長孫明揚宣佈，決定就「教院風波」調查報告的部分結論和法律觀點，提出司法覆核。[27]由於調查委員會完成報告後不再運作，故實際並沒有代表律師，也沒在聆訊陳詞。法庭委任資深大律師霍兆剛作為「法庭之友」給予獨立意見。2009年3月11日夏正民法官批准政府提出的司法覆核申請，裁定如官員與學者私下進行討論，在沒有威脅向對方施加制裁的情況下，並不構成非法干預學術自由。然而法官並沒有向政府給予任何司法濟助（如聲明、移審令等），只就上述的一項法律問題作出澄清。[28][29]羅范椒芬得悉後以「高興正義得到伸張，而我從不認為曾干預學術自由」總結有關上訴。[30]但是次風波另一人物——教育學院前講師葉建源則撰文指大部份報章及教育局人士錯誤解讀有關判詞，指法官夏正民認同原調查報告內有關羅范椒芬以「間接方法」干預的論點，原文指出「羅太的投訴，即使出於善意，也是不恰當的，構成了對葉先生及鄭（燕祥）教授的學術自由的不恰當的干預。」，今次的得直只是提及額外的法律觀點，明確指出政府官員亦有言論自由可與學者直接溝通的「直接方法」。[31]莫禮時及陸鴻基亦雙雙指判詞並沒有推翻早前報告書的有關指控，而只是「澄清了一點誤讀」，並針對特定案件的具體事實作出有關裁決，而非一般性的禁例。[32]

- 曾蔭權連任行政長官後，由行政會議成員張炳良在2008年1月出任教院院長。

- 2016年1月，行政長官梁振英會同行政會議（李國章當時是行政會議非官守議員）批准向教院授予大學名銜。2016年5月，立法會三讀幾乎全票（98.2%及95.9%）通過《2016年香港教育學院（修訂）條例草案》，於同月刊憲生效，「香港教育學院」改名為「香港教育大學」，成為香港第十間大學及第八間公帑資助大學。

## 相關外連
- 與香港教育學院有關的指控調查委員會
- 與香港教育學院有關的指控調查委員會報告
- 香港教育大學 （页面存档备份，存于）
  - 大埔校園（PDF格式） （页面存档备份，存于）
- 香港特別行政區政府 教育局（页面存档备份，存于）

| 前任： · 英屬香港教育司 | 香港教育統籌司               | 繼任： · 香港教育統籌局 |
| 前任： · 英屬香港教育署 | 香港教育署 · 1997年 - 2003年 | 繼任： · 香港教育統籌局 |
| 前任： · 香港教育統籌局 | 香港教育統籌局               | 繼任： · 香港教育局     |
| 前任： · 香港教育署     | 香港教育統籌局               | 繼任： · 香港教育局     |